# Zatoka Milforda
Zatoka Milforda (ang. Milford Sound, maori Piopiotahi) – zatoka na Wyspie Południowej w Nowej Zelandii. Ze względu na charakterystykę geologiczną (20 kilometrów długości i wysokie strome brzegi) przypomina typowy fiord.

## Położenie
Jest częścią regionu Fiordland południowej części Wyspy Południowej, 260 kilometrów na północny zachód od miasta Dunedin. Fiordland to Park narodowy Nowej Zelandii  będący na liście Światowego Dziedzictwa UNESCO.
Płytka przy wejściu, głęboka w środkowej części. Uformowana została w czasie ostatniej ery lodowcowej przez lodowiec, który spływając do morza, wyżłobił głęboki rów. Po wycofaniu się lodowca dolinę zalały wody Morza Tasmana.
Jest to jedna z atrakcji turystycznych kraju. Zatoka Milforda odznacza się unikalnym składem fauny i flory. Sąsiadujące ze sobą słone i słodkie wody tworzą środowisko, które jest w częściach jeziorem oraz oceanem.
W części zatoki zwanym Sandfly Point kończy się najsławniejszy szlak  Nowej Zelandii – Milford Track.
Charakterystycznym punktem, będącym ikoną zatoki jest góra Mitre Peak

## Klimat
Zatoka Milforda to jedno z najbardziej deszczowych miejsc na Ziemi. Zaledwie co trzeci dzień jest bezdeszczowy. Roczne opady wynoszą 615 centymetrów, a pochodząca z nich woda spada kaskadami do leżącego ponad 300 metrów niżej zbiornika. Przy wejściu do zatoki znajduje się góra Mitre Peak (1695 m n.p.m.).

## Wody zatoki
Woda w zatoce tworzy trzy warstwy:
1. Powierzchniowa – pochodzi od spływających strumieni i wodospadów. Jej zasolenie nie jest duże. Utrzymuje się na powierzchni w formie trzymetrowej warstwy, gdyż gęstość jest mniejsza niż gęstość wody słonej.
2. Przejściowa – jest średnio zasolona. Ruch prądów wywołuje w niej wiry, które zasysają wodę z morza do wnętrza fiordu. Poniżej tego poziomu woda jest również słona, lecz prawie nieruchoma.
3. Nieruchoma – czyli woda morska, jest ona również słona, a przy tym nieruchoma.

Słodkość wody ma tu bardzo duże znaczenie. Brak tu charakterystycznych dla Nowej Zelandii zwierząt morskich (skorupiaków i mięczaków) oraz wodorostów. Do życia potrzebna jest im woda o dużym zasoleniu, czego nie ma w Zatoce Milforda. W warstwie słodkiej natomiast żyją m.in. małże.
Woda deszczowa spływa po mchach i bogatej w humus glebie, co sprawia, że woda w Zatoce ma kolor herbaciany. Koralowce żyją tu płyciej niż zazwyczaj.

## Gatunki chronione w Zatoce Milforda
Zatoka Milforda oraz otaczające ją porośnięte lasami góry, wchodzi w skład  Parku Narodowego Fiordland. Żyje tu rzadki gatunek nielotnego ptaka o nazwie takahe. Ma on jaskrawe fioletowe i niebieskie upierzenie, masywny dziób i osiąga rozmiary kury. Żywi się liśćmi i nasionami pewnego gatunku trawy. Uważano go za gatunek wymarły aż do 1947 roku. Dziś ptaki te znajdują się pod ochroną. Drugim rzadkim okazem jest kakapo (papuga), żyjąca w norach ziemnych papuga, przypominająca sowę. Również ten gatunek został objęty ochroną.